# テオーロ
テオーロ（伊: Teolo）は、イタリア共和国ヴェネト州パドヴァ県にある、人口約8,900人の基礎自治体（コムーネ）。

## 地理

### 位置・広がり

#### 隣接コムーネ
隣接するコムーネは以下の通り。
- アーバノ・テルメ
- チェルヴァレーゼ・サンタ・クローチェ
- ガルツィニャーノ・テルメ
- ロヴォローン
- サッコロンゴ
- セルヴァッツァーノ・デントロ
- トッレーリア
- ヴォー

### 気候分類・地震分類
テオーロにおけるイタリアの気候分類 (it) および度日は、zona E, 2383 GGである。
また、イタリアの地震リスク階級 (it) では、zona 3 (sismicità bassa) に分類される。

## 行政

### 分離集落
テオーロには、以下の分離集落（フラツィオーネ）がある。
- Bresseo, Castelnuovo, Feriole, Monteortone, Monterosso, Praglia, San Benedetto, San Biagio, Teolo, Tramonte, Treponti (sede comunale), Villa